# 万松院 (那覇市)
万松院（ばんしょういん）は、沖縄県那覇市にある臨済宗妙心寺派の寺院。

## 歴史
1613年（万暦41年）、カ翁周航によって開山された。カ翁周航は首里円覚寺住職で、引退後の隠居寺として創建されたのが起源である。1683年（康煕22年）、円覚寺第3世住職脱心祖穎によって「蓮華院」に改称した。その際に、弟子の東峰元仁に「万松院」の名を譲り、東峰元仁は新たに草庵を建てて「万松院」と称した。なお、元の蓮華院は、1906年（明治39年）に糸満市に移転している。
程なく、当院は首里から名護に移転した。冊封使として琉球に赴いた徐葆光は東峰元仁に会うために名護の万松院に向かったが、途中で断念し、徐葆光の筆による「天授山」の扁額のみが東峰元仁のもとに渡った。その後、年代不明であるが首里に戻っている。明治期に現在地に移転した。
1945年（昭和20年）の沖縄戦で壊滅的打撃を受けた。戦後に徐々に復興していった。一時期は首里の沖縄戦の戦没者5000柱を預かり祀った。現在は沖縄平和祈念公園内の「国立沖縄戦没者墓苑」に移されている。
境内には、沖縄県には珍しい枯山水の庭が作られている。

## 交通アクセス
- 首里駅より徒歩7分。